# Marin Goleminov
Marin Goleminov, född 8 september 1908, död 19 februari 2000 i Kustendil, Bulgarien var en bulgarisk violinist, kompositör och dirigent.
Goleminov var en av de ledande bulgariska kompositörerna under 1900-talet i Bulgarien.